# Amanieu VII.
Amanieu VII. (? — poslije travnja 1272.) bio je francuski plemić, lord Albreta (fr. Seigneur d’Albret).

## Obitelj
Lord Amanieu VII. je bio sin lorda Amanieua VI. i njegove prve žene, gospe Assalide od Tartasa (kći plemića Arnauda Rajmonda od Tartasa). Prva supruga Amanieua VII. bila je gospa Viane od Gontauda, koja se rastala od muža; ipak, prema odluci crkvenog suda iz god. 1272., ona se morala vratiti mužu. Par je imao barem dvoje djece. Druga supruga Amanieua VII. bila je gospa Marta od Bordeauxa. Marta i Amanieu su bili roditelji lorda Bernarda Ezija III.; zatim, kćeri Assalide; potom, lorda Amanieua VIII. te Arnauda Amanieua i Marte.
Unuke lorda Amanieua bile su Marta od Albreta i Izabela od Albreta, koje su vladale Albretom po svome vlastitome pravu.